# Kalkugnarna vid Östra Torp

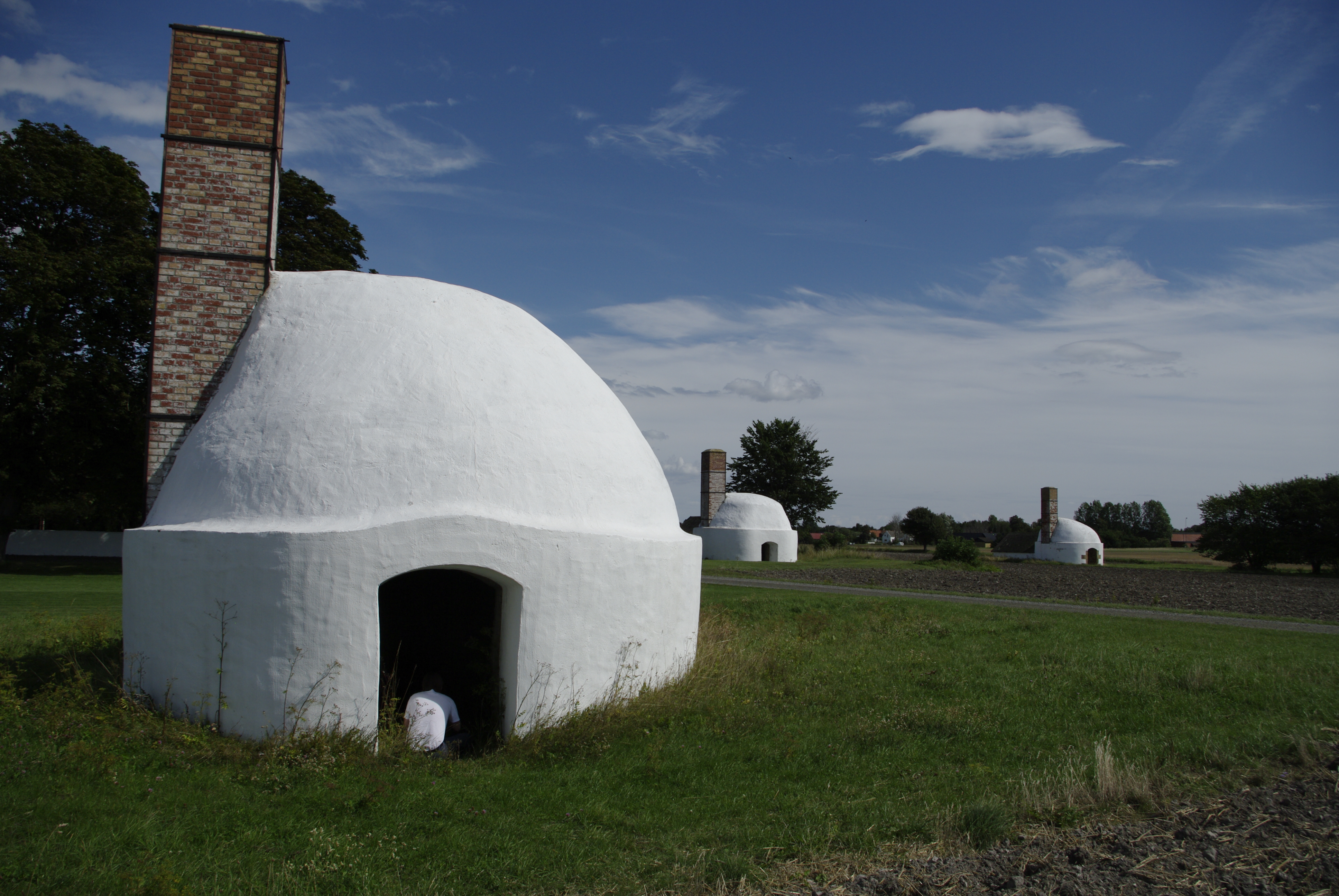
Kalkugnarna vid Östra Torp.

Kalkugnarna vid Östra Torp uppfördes vid mitten av 1800-talet då det i området pågick en stor kalkutvinning.
Redan 1701 anges på en karta över Östra Torps socken att greve Beck-Friis fick ”taga kalk på ägorna nr 1”. Detta är den äldsta kända uppgiften om kalkbrytning i detta område. I dag finns ett tiotal kalkugnar bevarade nordost om Östra Torps by. De äldsta är uppförda vid mitten av 1800-talet, de yngsta på 1930-talet.
Ugnarna är alla av så kallad kupoltyp. Genom ett hål i sidan byggde man inne i ugnen upp en ”charge”. Denna bestod av kalksten som varvades i olika lager med kol och den täckte hela kupolrummet. I golvet fanns en rist under vilken eldstaden var belägen. Vid bränningen var ingångshålet igenmurat och bränslet påfördes från kupolens baksida. Vid varje bränning åtgick 5-6 ton kol och den pågick omkring 40 timmar. 
Kalkstenen upphettades till ca tusen grader och efter bränningen ”släcktes” den med vatten. Efter det att kalken var färdigbränd fylldes den i tunnor och bortforslades via en anlagd, smalspårig järnväg. Vid sekelskiftet 1900 var ett åttiotal man sysselsatta med dels brytningen av kalken, dels bränningen. 1938 var antalet 48 personer. Sista gången man brände kalk i Östra Torp var i en ugn 1951 